# Rocca Minore

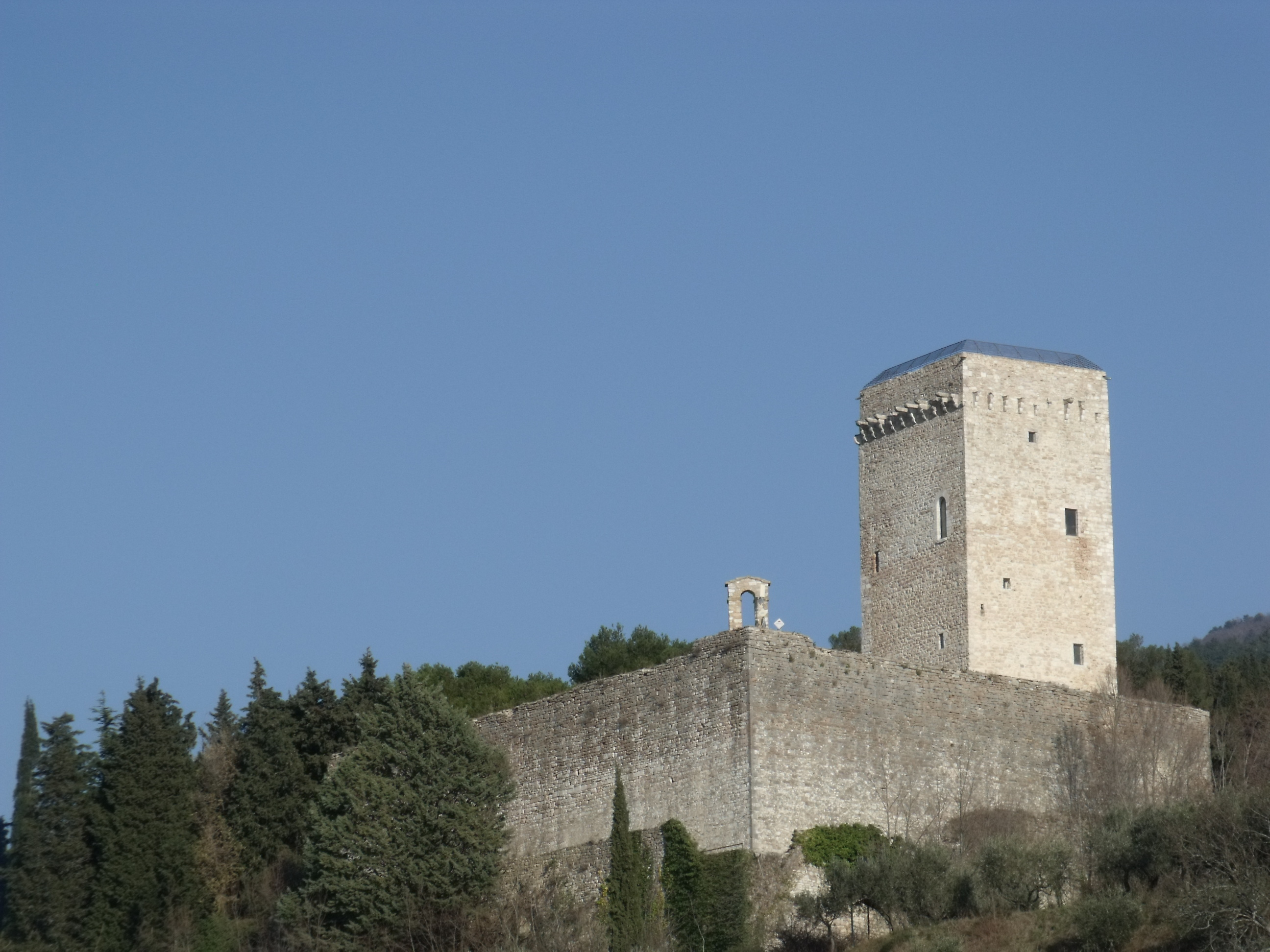
Rocca minore

Die Burg Rocca Minore (auch Cassero di Sant’Antonio oder Rocchicciola genannt) ist die kleinere der beiden Befestigungsanlagen in der italienischen Stadt Assisi und befindet sich nordöstlich des historischen Zentrums der Stadt. Die größere Befestigungsanlage ist die gegenüberliegende Rocca Maggiore.

## Geschichte
Die Burg stammt ungefähr aus dem Jahre 1360 und wurde von Kardinal Albornoz in Auftrag gegeben, um die Stadtmauern nach Nordosten zu verstärken. Im Konflikt mit Perugia wurde die Burg am 13. Dezember 1442 von Niccolò Piccinino im Auftrage des Papstes Eugen IV. erobert. In der Mitte des 16. Jahrhunderts wurde die Festung aufgegeben.

## Aufbau
Die Rocca Minore wird über einen schmalen Weg von dem Stadttor Porta dei Cappuccini erreicht. Sie ist mit einem zentralen Turm versehen und wird von zwei Mauerringen umgeben. Im Inneren befindet sich die Kirche Chiesa del Crocifisso, die im 15. Jahrhundert als Kapelle entstand. Hier befindet sich das 1455 entstandene Werk Cristo tra i dolenti von Matteo da Gualdo (di Pietro di Giovanni di Ser Bernardo aus Gualdo Tadino, 1435–1507). Die Sakristei und der Campanile sind wesentlich jüngeren Ursprungs.